# Союз — Аполлон

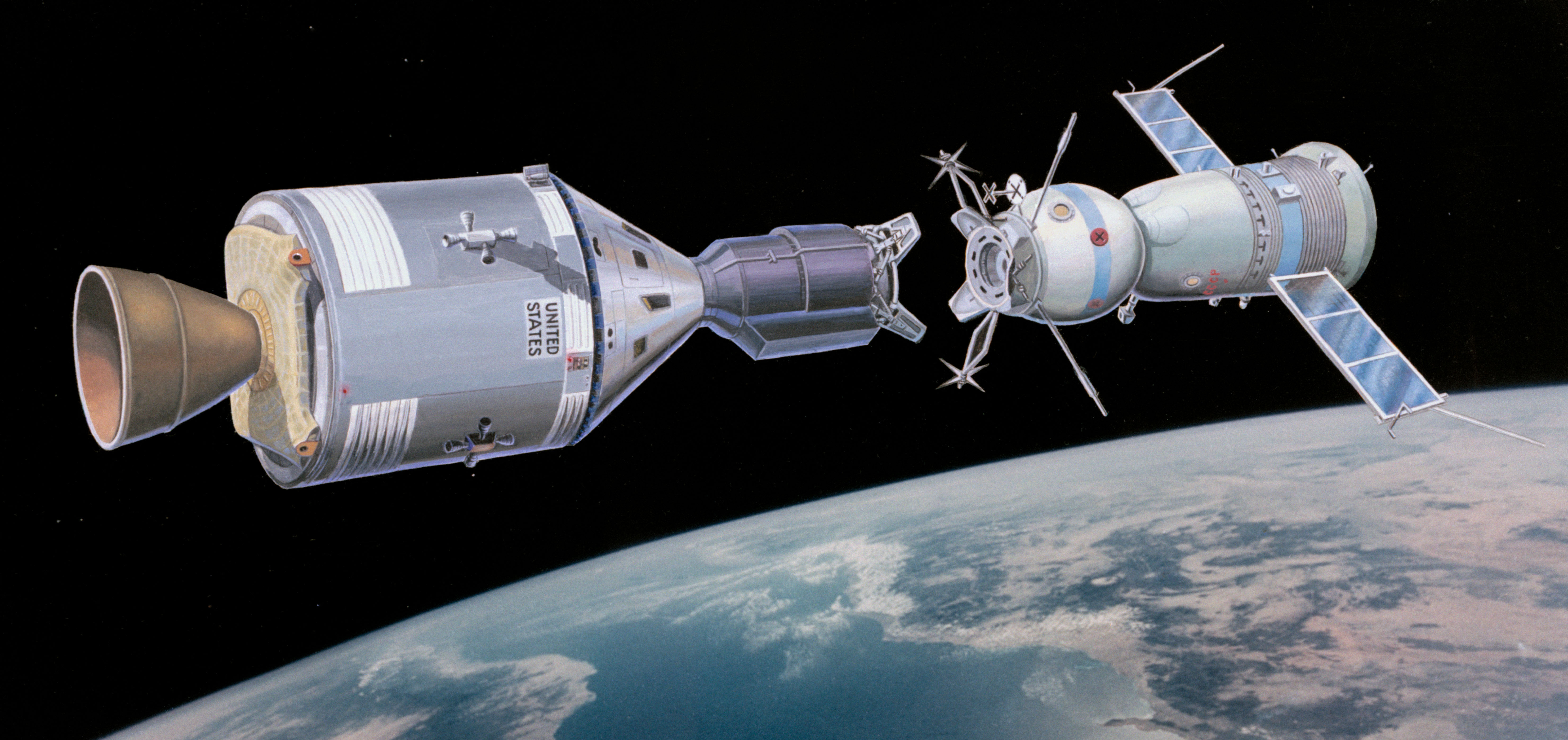
Корабли «Аполлон» (слева) и «Союз-19» (справа). Реконструкция

Экспериментальный полёт «Аполлон» — «Союз» (сокр. ЭПАС; другие названия — программа «Союз — Аполлон», программа «Аполлон — Союз»; англ. Apollo–Soyuz Test Project, ASTP), также известен как «рукопожатие в космосе» — программа совместного экспериментального пилотируемого полёта советского космического корабля «Союз-19» и американского космического корабля «Аполлон».
Осуществлён 15 июля 1975 года.

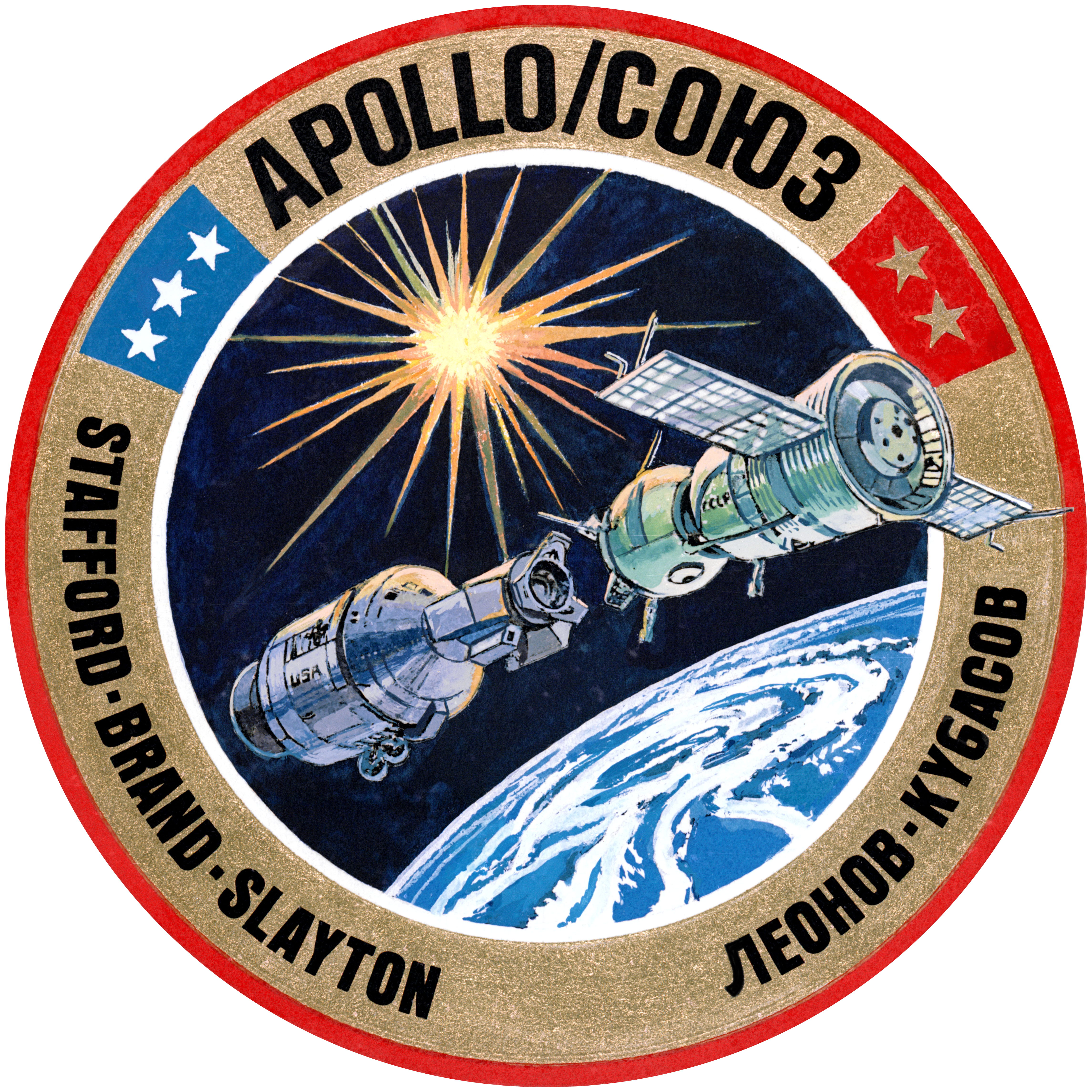
Нашивка на костюме экипажа

Программа была утверждена 24 мая 1972 года Соглашением между СССР и США о сотрудничестве в исследовании и использовании космического пространства в мирных целях.
Основными целями программы были:
- испытание элементов совместимой системы сближения на орбите;
- испытание активно-пассивного стыковочного агрегата;
- проверка техники и оборудования для обеспечения перехода космонавтов из корабля в корабль;
- накопление опыта в проведении совместных полётов космических кораблей СССР и США.

Кроме этого, программа предполагала изучение возможности управления ориентацией состыкованных кораблей, проверку межкорабельной связи и координации действий советского и американского центров управления полётами.

## Подготовка
Инициатором проведения совместного полёта американского и советского пилотируемых космических кораблей со стыковкой на орбите выступило НАСА. Эту идею высказал директор NASA Томас Пейн в начале 1970 года в ходе переписки с президентом Академии наук СССР Мстиславом Келдышем. Были образованы рабочие группы для согласования технических требований по обеспечению совместимости существовавших на тот момент советского и американского кораблей — «Союза» и «Аполлона». 26—27 октября 1970 года в Москве состоялась первая встреча советских и американских специалистов по проблемам совместимости средств сближения и стыковки пилотируемых космических кораблей. Реализация проекта стала возможна после подписания 24 мая 1972 года в Москве председателем Совета министров СССР Алексеем Косыгиным и президентом США Ричардом Никсоном «Соглашения о сотрудничестве в исследовании и использовании космического пространства в мирных целях». Статьёй номер 3 соглашения предусматривалось проведение экспериментального полёта кораблей двух стран со стыковкой и взаимным переходом космонавтов в 1975 году. В том же 1972 году председатель Совета «Интеркосмос» при АН СССР академик Б. Н. Петров и директор центра пилотируемых полётов NASA Кристофер Крафт подписали коммюнике о согласовании конкретных технических вопросов для осуществления совместного полёта.
Для программы ЭПАС обеими сторонами были разработаны специальные модификации космических кораблей серий «Союз» и «Аполлон». В то время как корабль серии «Союз» подвергся внешне незначительным изменениям (за исключением того, что он стал двухместным, появились панели солнечных батарей, изменились его грузоподъёмность и двигательные установки), он был снабжён участвующим в стыковке андрогинно-периферийным стыковочным узлом АПАС-75. А оставшийся без изменений корабль «Аполлон» околоземной версии (без лунного модуля) был дополнен специальным стыковочно-шлюзовым переходным отсеком, который в свою очередь содержал разработанный и произведённый в СССР стыковочный узел. Подобные отсеки использовались во всех последующих совместных программах.
Советская сторона изготовила для программы шесть экземпляров кораблей 7К-ТМ, из которых четыре совершили полёты по программе ЭПАС. Три корабля совершили испытательные полёты: два беспилотных под названиями «Космос-638», «Космос-672» в апреле и августе 1974 года и один пилотируемый полёт «Союз-16» в декабре 1974 года. Пятый экземпляр был подготовлен к немедленному старту при необходимости спасательной экспедиции в дни совместного полёта и установлен вместе с ракетой-носителем на стартовой позиции космодрома Байконур, а позже был разобран на комплектующие для следующих кораблей серии. Шестой экземпляр позже был дооснащён мощной многоспектральной камерой дистанционного зондирования Земли и совершил в сентябре 1976 года последний для кораблей серии пилотируемый полёт «Союз-22» без стыковки с орбитальной станцией.
Американская сторона репетиционных полётов и резервных кораблей по программе не производила. В это время, с мая 1973 года по февраль 1974 года, ею было совершено три пилотируемых полёта по программе «Скайлэб».
Советские и американские экипажи прошли совместные тренировки на тренажёрах космических кораблей в Центре подготовки космонавтов им. Ю. А. Гагарина (СССР) и в Космическом центре им. Л. Джонсона (США).

### Решение технических задач
Для совместной проработки технических решений были созданы смешанные советско-американские рабочие группы. Перед советскими и американскими учёными и конструкторами встала необходимость решения комплекса проблем, связанных с обеспечением совместимости средств взаимного поиска и сближения космических кораблей, их стыковочных агрегатов, СЖО и оборудования для взаимного перехода из одного корабля в другой, средств связи и управления полётом, организационной и методологической совместимости.
Для проекта была создана первая в СССР международная цифровая сеть передачи данных, соединявшая площадки проекта в СССР и США и применявшаяся для расчётов траектории космических аппаратов.

### Атмосфера на кораблях и переходный отсек

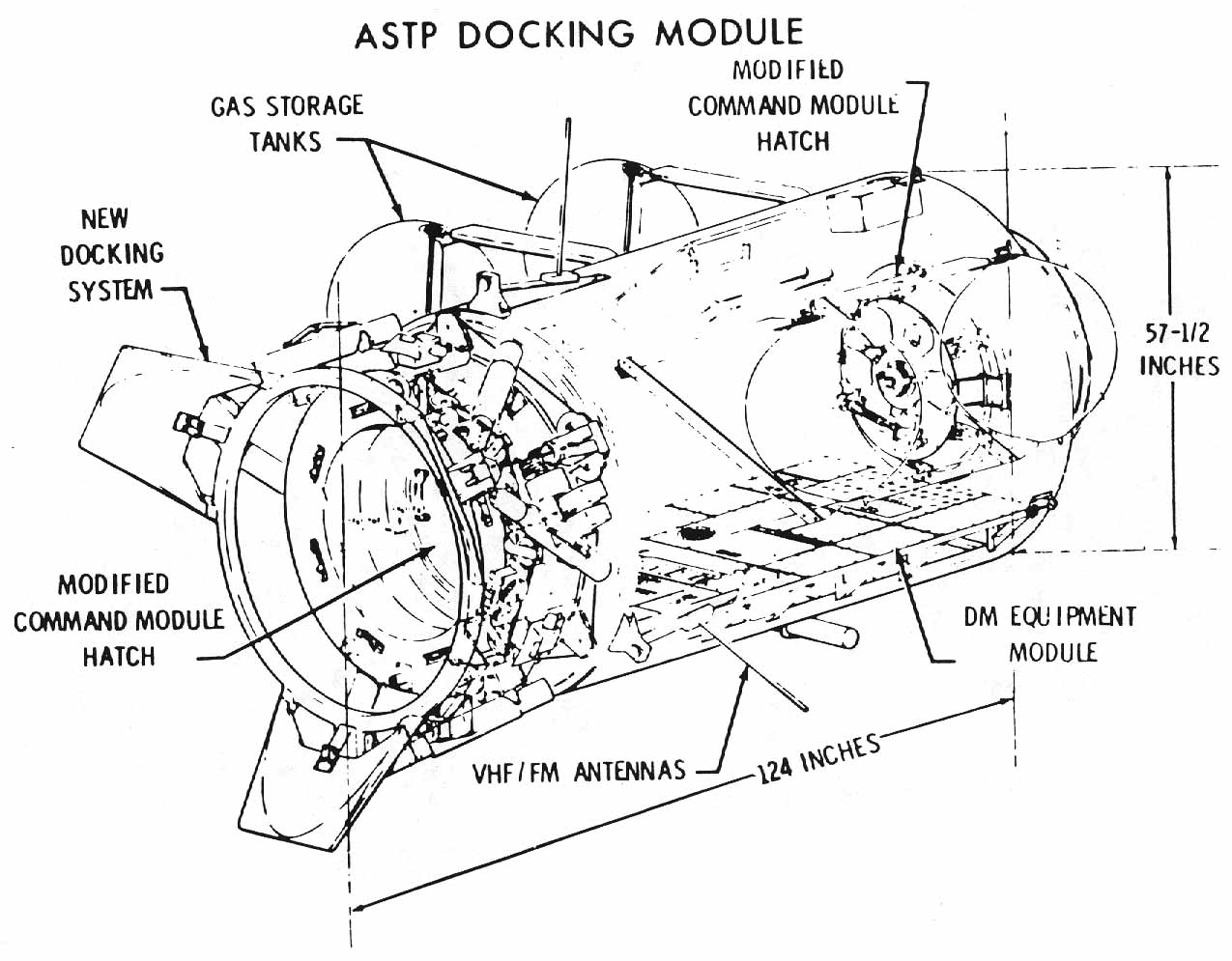
Переходный отсек в разрезе

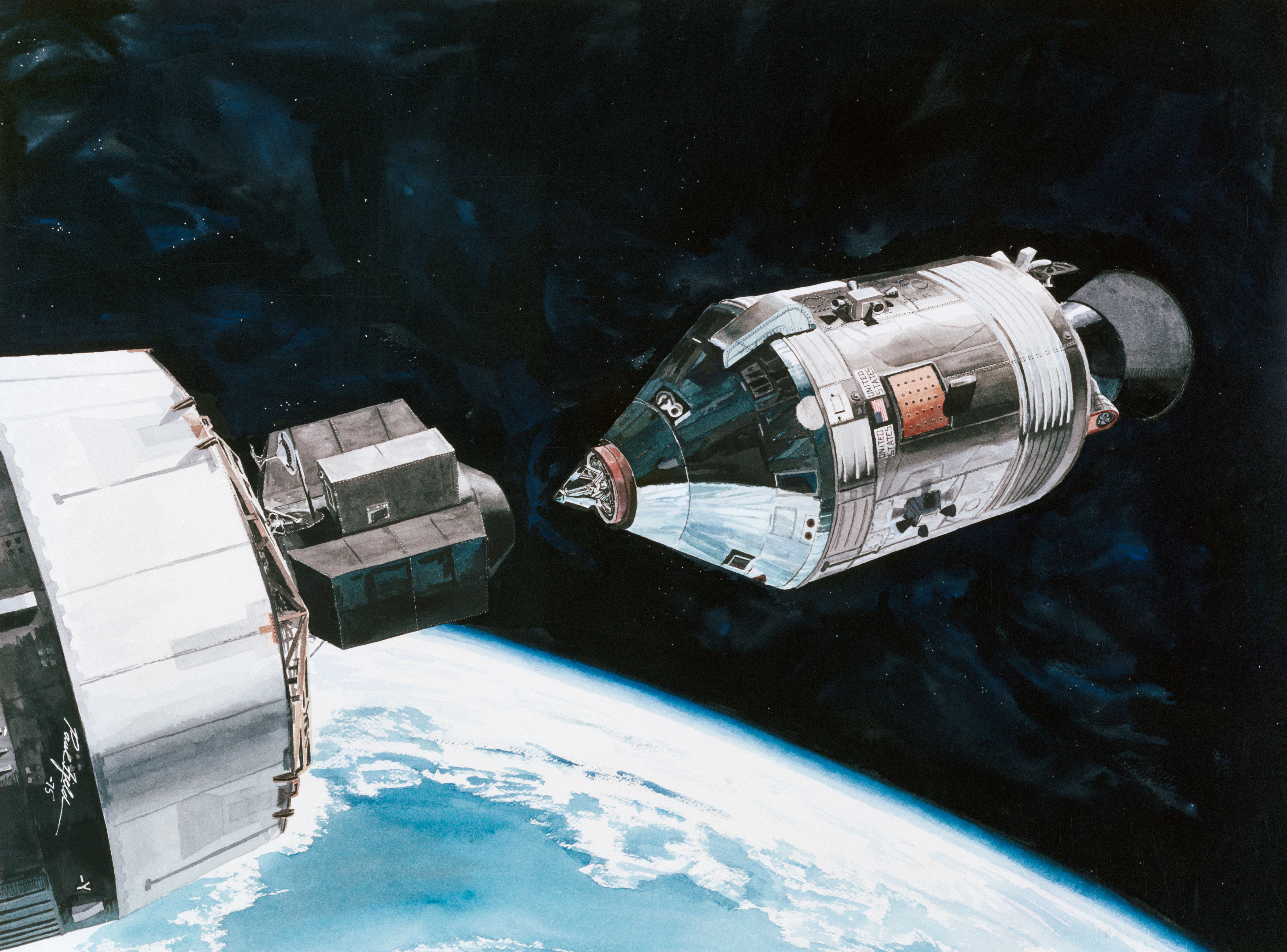
«Аполлон» после разворота стыкуется с переходным отсеком на последней ступени РН

Системы жизнеобеспечения (СЖО) кораблей «Союз» и «Аполлон» были несовместимы, прежде всего, из-за различия атмосферы. В «Аполлоне» люди дышали чистым кислородом под пониженным давлением (≈0,35 атмосферного), а на «Союзе» поддерживалась атмосфера, сходная с земной по составу и давлению. Системы аэроциркуляции и кондиционирования были построены на разных принципах. Сообщение между собой атмосфер кораблей привело бы к расстройству автоматики регулирования этих систем. Непосредственный переход из корабля в корабль по этим причинам был невозможен. Простое шлюзование не могло применяться из-за декомпрессионной болезни при переходе из «Союза» в «Аполлон».
Для обеспечения совместимости СЖО и средств перехода был создан специальный стыковочно-шлюзовой переходный отсек, который выводился на орбиту вместе с «Аполлоном» и позволял космонавтам и астронавтам переходить из корабля в корабль. Переходный отсек представлял собой цилиндр длиной более 3 метров, максимальным диаметром 1,4 метра и массой 2 тонны. Для создания переходного отсека были использованы наработки по лунному модулю, в частности, использовался тот же стыковочный узел для соединения с кораблём. После выхода на орбиту «Аполлон» так же, как «забирал» лунный модуль в лунных полётах, разворачивался на 180 градусов и стыковался с переходным отсеком, «забирая» его у второй ступени «Сатурна», но в процессе стыковки и расстыковки с «Союзом» этот узел не использовался.
При переходе экипажей из корабля в корабль в переходном отсеке создавалась атмосфера, соответствующая атмосфере того корабля, в который осуществлялся переход. Чтобы уменьшить разницу атмосфер, давление в «Аполлоне» немного подняли — до 258 мм рт. ст., а в «Союзе» снизили до 520 мм рт. ст., повысив содержание кислорода до 40 %. В результате длительность процесса десатурации при шлюзовании сократилась с восьми часов до трёх, в течение которых пребывание космонавтов в переходном отсеке позволяло избежать декомпрессии и выполнить достаточную десатурацию. Роль Слейтона именовалась «пилот переходного отсека».
Обычные костюмы советских космонавтов становились пожароопасными в атмосфере «Аполлона» из-за повышенного содержания кислорода в ней. Для решения проблемы в Советском Союзе в кратчайшие сроки был разработан термостойкий полимер, превосходивший описанные в литературе зарубежные аналоги (кислородный индекс составлял 79, а у волокон производства DuPont — 41). Из этого полимера была создана термостойкая ткань «Лола» для костюмов советских космонавтов. Исходные мономеры для получения термостойкого полимера были синтезированы при активном участии и руководстве известного советского химика Е. П. Фокина.

### Стыковочные агрегаты
Совместимость стыковочных агрегатов требовала согласованности их принципиальной схемы, геометрических размеров сопрягаемых элементов, действующих на них нагрузок, унификации конструкции силовых замков, герметизирующих устройств. Штатные стыковочные агрегаты, которыми были оснащены корабли «Союз» и «Аполлон», выполненные по несимметричной парной активно-пассивной схеме «штырь-конус», не отвечали этим требованиям. Поэтому для стыковки на кораблях был установлен специально разработанный в КБ «Энергия» новый агрегат АПАС-75.
Данная разработка — одна из немногих, созданных в рамках проекта ЭПАС, базовые элементы которой применяются до сих пор. Современные модификации АПАС, производимые в России, позволяют стыковаться к российским стыковочным узлам (как к активному, так и к пассивному) космическим кораблям других стран, а также производить стыковку этих кораблей с модулями МКС при условии наличия на них двух таких совместимых агрегатов.

## Экипажи
- Американский:

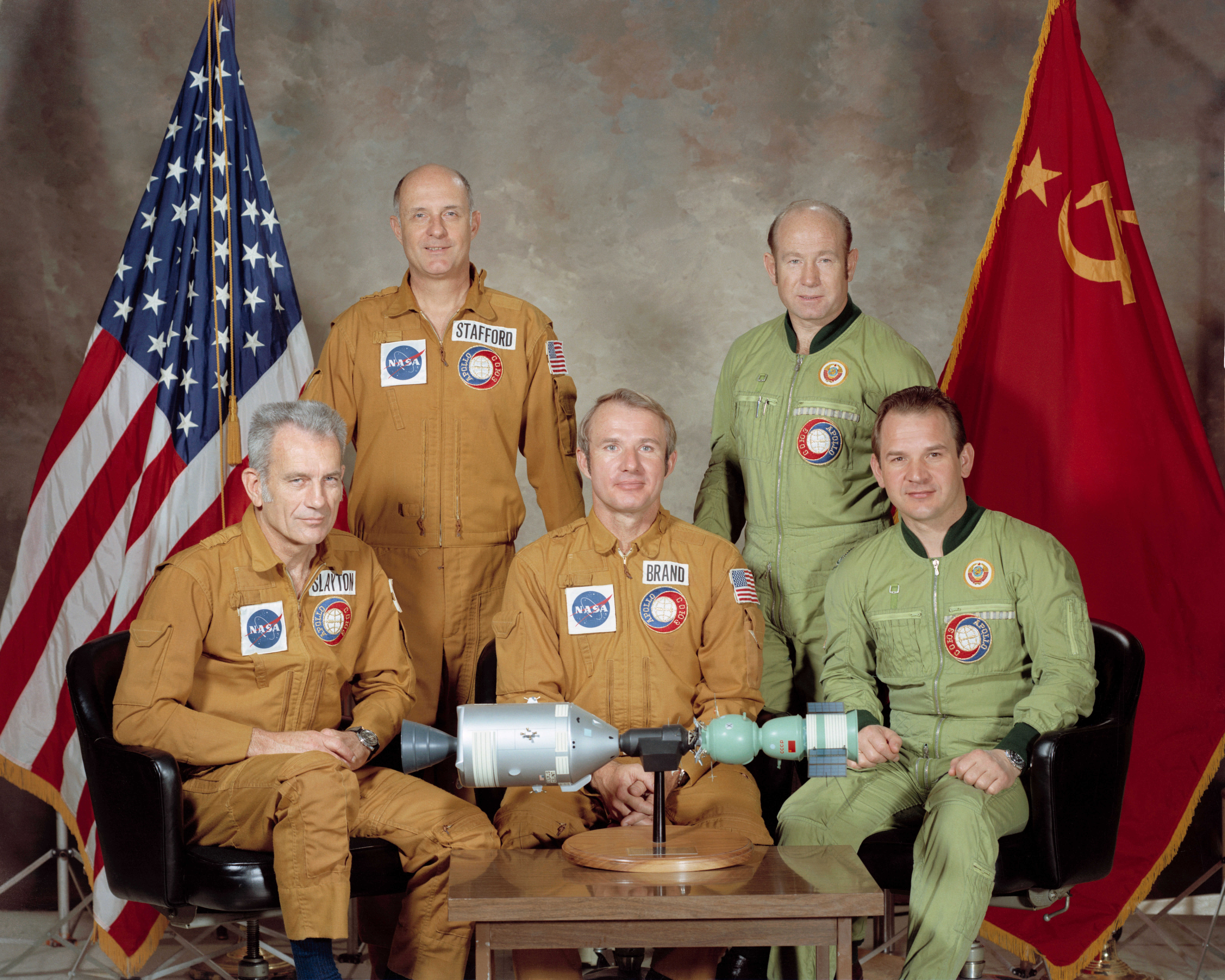
Слева направо: Слейтон, Стаффорд, Бранд, Леонов, Кубасов

  -  Томас Стаффорд — командир, 4-й полёт;
  -  Вэнс Бранд — пилот командного модуля, 1-й полёт;
  -  Дональд Слейтон — пилот стыковочного модуля, 1-й полёт;
- Советский:
  -  Алексей Леонов — командир, 2-й полёт;
  -  Валерий Кубасов — бортинженер, 2-й полёт.

## Хронология совместного полёта
Время указано по московскому времени.

### Старт
- 15 июля 1975 года в 15 часов 20 минут с космодрома Байконур был запущен «Союз-19»;
- В 22 часа 50 минут с космодрома на мысе Канаверал был запущен «Аполлон» (с помощью ракеты-носителя «Сатурн-1Б»)

### Манёвры на орбите
- 17 июля в 19 часов 12 минут была совершена стыковка «Союза-19» и «Аполлона» (36-й виток «Союза»);

Стыковка кораблей состоялась спустя двое суток после старта. Процесс контролировался станцией дальнего радиолокационного наблюдения «Дунай-3» Центра контроля космического пространства Министерства обороны СССР. Активное маневрирование осуществлял «Аполлон», скорость сближения корабля при контакте с «Союзом» была приблизительно 0,25 м/с. Через три часа, после открытия люков «Союза» и «Аполлона», состоялось символическое рукопожатие командиров кораблей Алексея Леонова и Томаса Стаффорда. Затем Стаффорд и Дональд Слейтон осуществили переход в советский корабль. При полёте кораблей в состыкованном состоянии было проведено четыре перехода членов экипажей между кораблями.
- 19 июля была проведена расстыковка кораблей (64-й виток «Союза»), после чего, через два витка, совершена повторная стыковка кораблей (66-й виток «Союза»), ещё через два витка корабли окончательно расстыковались (68-й виток «Союза»).

### Время полёта

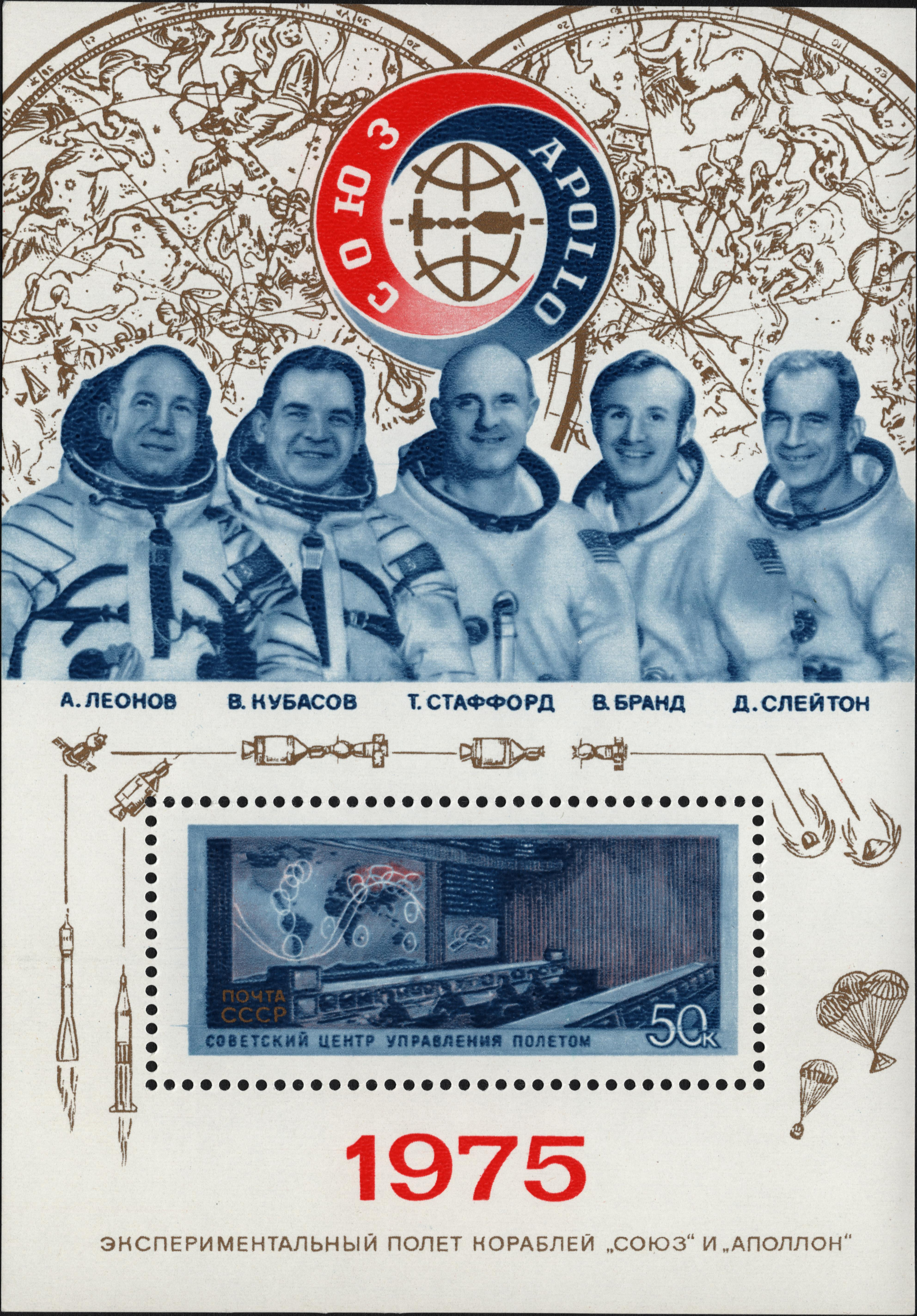
Почтовый блок «Экспериментальный полёт кораблей „Союз“ и „Аполлон“»

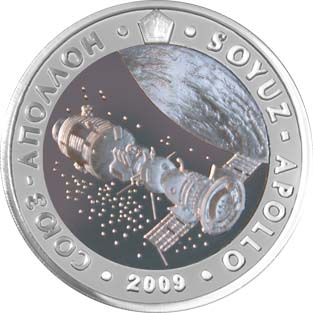
Памятная монета

- «Союз-19» — 5 суток 22 часа 31 минута;
- «Аполлон» — 9 суток 1 час 28 минут;
- Общее время полёта в состыкованном состоянии — 46 часов 36 минут.

### Приземление
- «Союз-19» — 21 июля 1975 года
- «Аполлон» — 25 июля 1975 года (24 июля по времени UTC)

При посадке «Аполлона» в связи с проникновением паров гидразина (топливо из двигателей управления спуском) в кабину экипажа на участке парашютирования астронавты получили отравление, Вэнс Бранд даже потерял сознание на некоторое время.

## Эксперименты
При совместном полёте было проведено несколько научных и технических экспериментов:
- Искусственное солнечное затмение — изучение с «Союза» солнечной короны при затмении Солнца «Аполлоном»;
- Ультрафиолетовое поглощение — измерение концентрации атомарного азота и кислорода в космосе;
- Зонообразующие грибки — изучение влияния невесомости, перегрузок и космического излучения на основные биологические ритмы;
- Микробный обмен — исследование обмена микроорганизмами в условиях космического полёта между членами экипажей;
- Универсальная печь — изучение влияния невесомости на некоторые кристаллохимические и металлургические процессы в полупроводниковых и металлических материалах. Одним из участников исследования влияния невесомости на процессы твёрдо-жидкофазного взаимодействия металлов был К. П. Гуров.

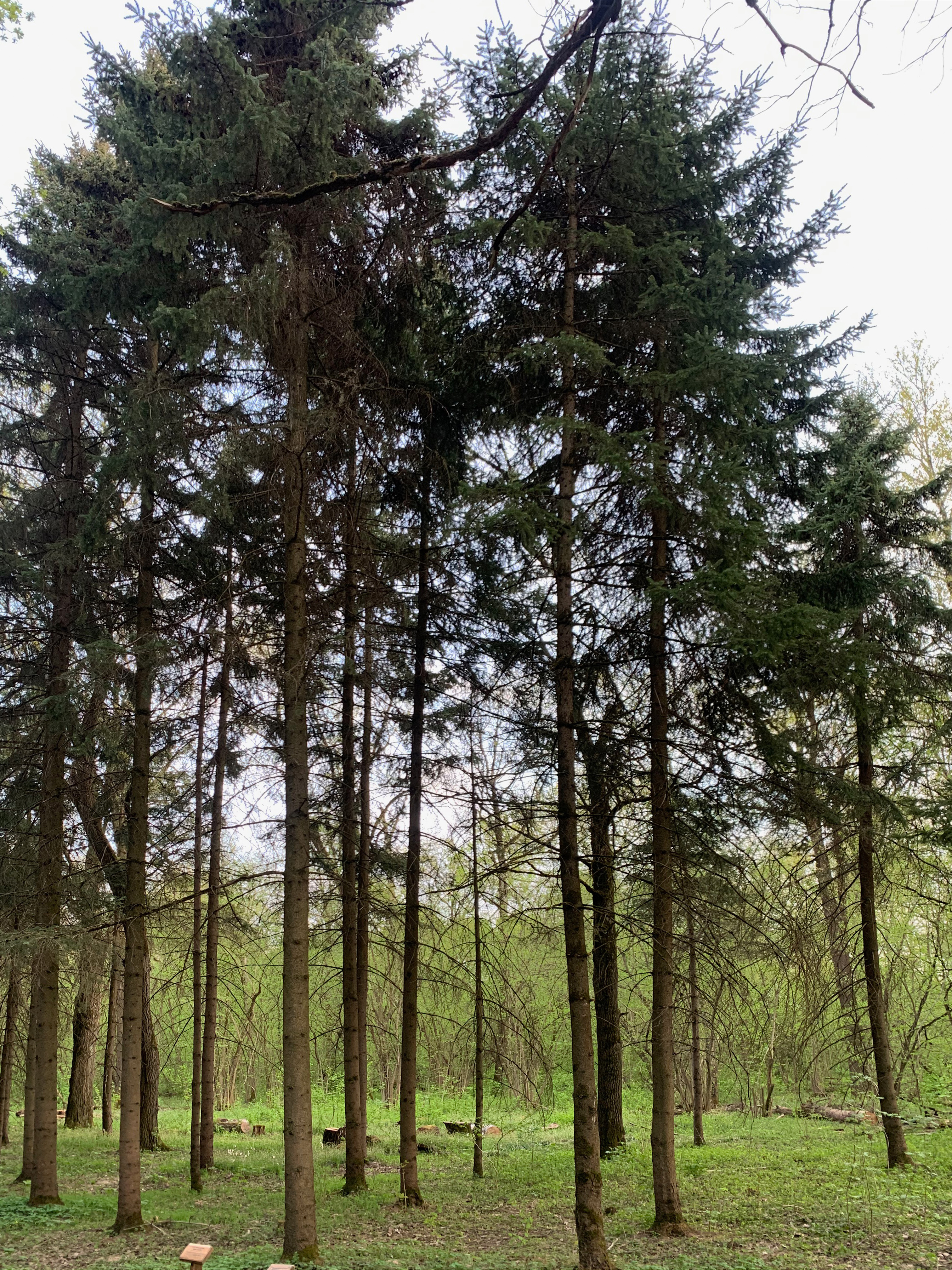
«Космические ели» в Главном ботаническом саду в Москве

- Американские астронавты взяли с собой на станцию семена канадских, а советские — сибирских елей. На станции экипажи обменялись семенами, которые после возвращения на землю были переданы ботаникам для исследования воздействия на них невесомости. Побывавшие в космосе семена канадских елей были пророщены в производственной оранжерее Главного ботанического сада АН СССР, причём они показали более высокую всхожесть по сравнению с контрольной группой (23 % против 8—20 %). В 1983 году «космические ели» были высажены в открытый грунт на территории ботанического сада. По состоянию на 2023 год, сохранились 18 экземпляров «космических елей», за 20 лет их гибель по различным причинам составила 73 %[20].

## Память
- Ко дню стыковки космических аппаратов фабрика «Новая заря» и предприятие «Ревлон» (Бронкс) выпустили по одной партии духов «Эпас» («Экспериментальный Полёт „Аполлон“ — „Союз“») объёмом 100 тыс. флаконов каждая. Упаковка духов была американской, содержимое флакона — советским, с использованием некоторых французских компонентов. Обе партии были моментально распроданы[21].
- В Советском Союзе в 1975 году выпущены сигареты «Союз Аполлон», разработанные компанией Philip Morris. Выпускались они на московской фабрике «Ява» с использованием американского табака из Вирджинии[источник не указан 1756 дней].
- Также фабрикой «Ява» и компанией Philip Morris были выпущены небольшие тканевые сумки.
- 1 марта 1981 года астероиду, открытому 19 июля 1977 года Н. С. Черных в Крымской астрофизической обсерватории, присвоено название (2228) Союз-Аполлон в честь советско-американского полёта 1975 года[22].
- 18 апреля 2009 года Национальный банк Республики Казахстан выпустил памятную биметаллическую монету (из серебра и тантала) номиналом 500 тенге, посвящённую полёту «Союз — Аполлон».
- 19 мая 2019 года группа Сейф выпустила альбом «На краю сердца» (песни, написанные для сериала «Вокально-криминальный ансамбль»). Действие музыкально-детективного сериала разворачиваются в Советском Союзе 1970-х годов. Одна из песен «Союз — Аполлон»[23].
- 5 августа 2021 года, в Калуге, на территории музея истории космонавтики имени К. Э. Циолковского, был открыт памятный знак «Рукопожатие в космосе», автор: скульптор Игорь Бурганов[24].

## Изображения

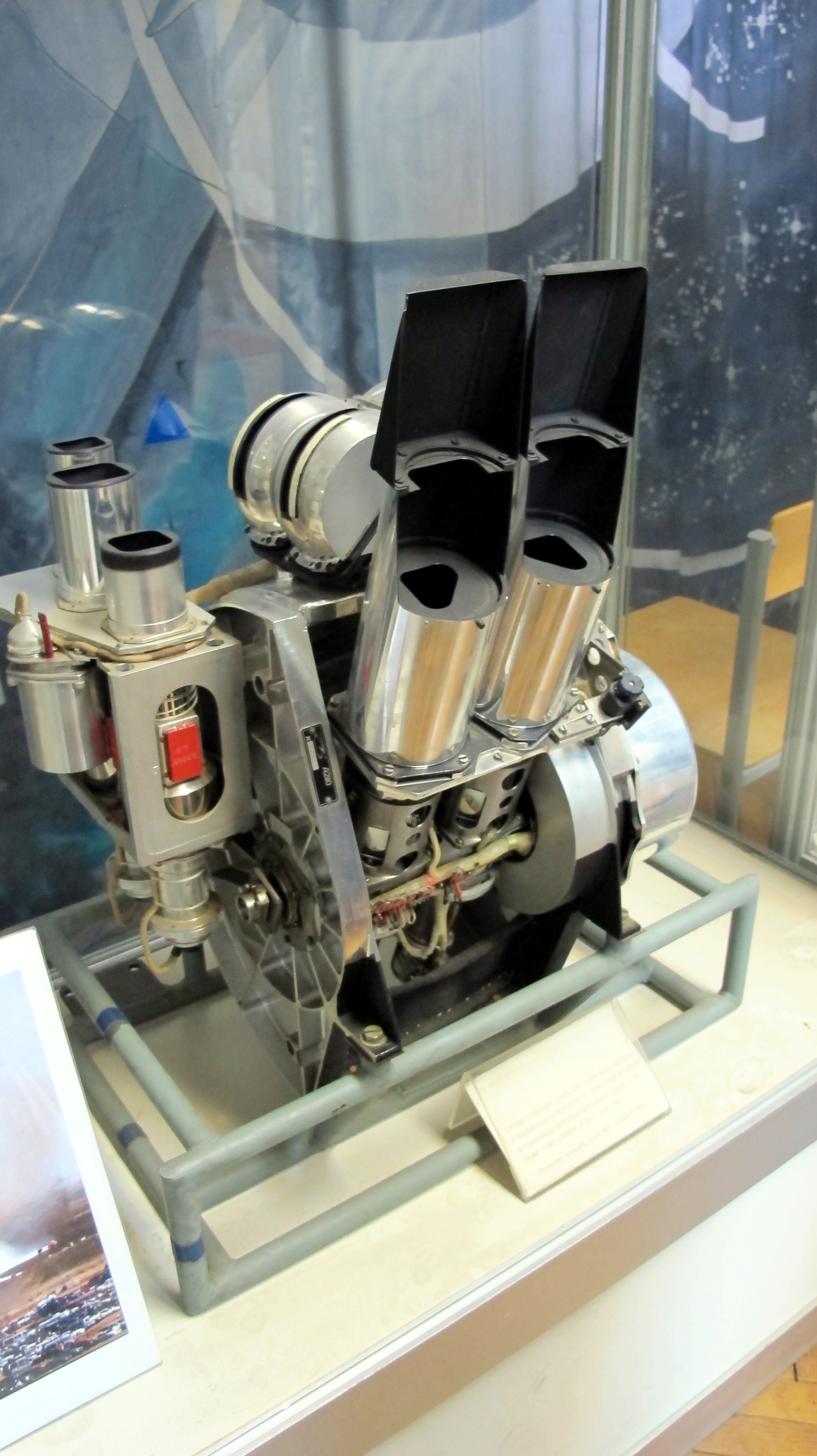
Система ориентации в программе «Союз — Аполлон»
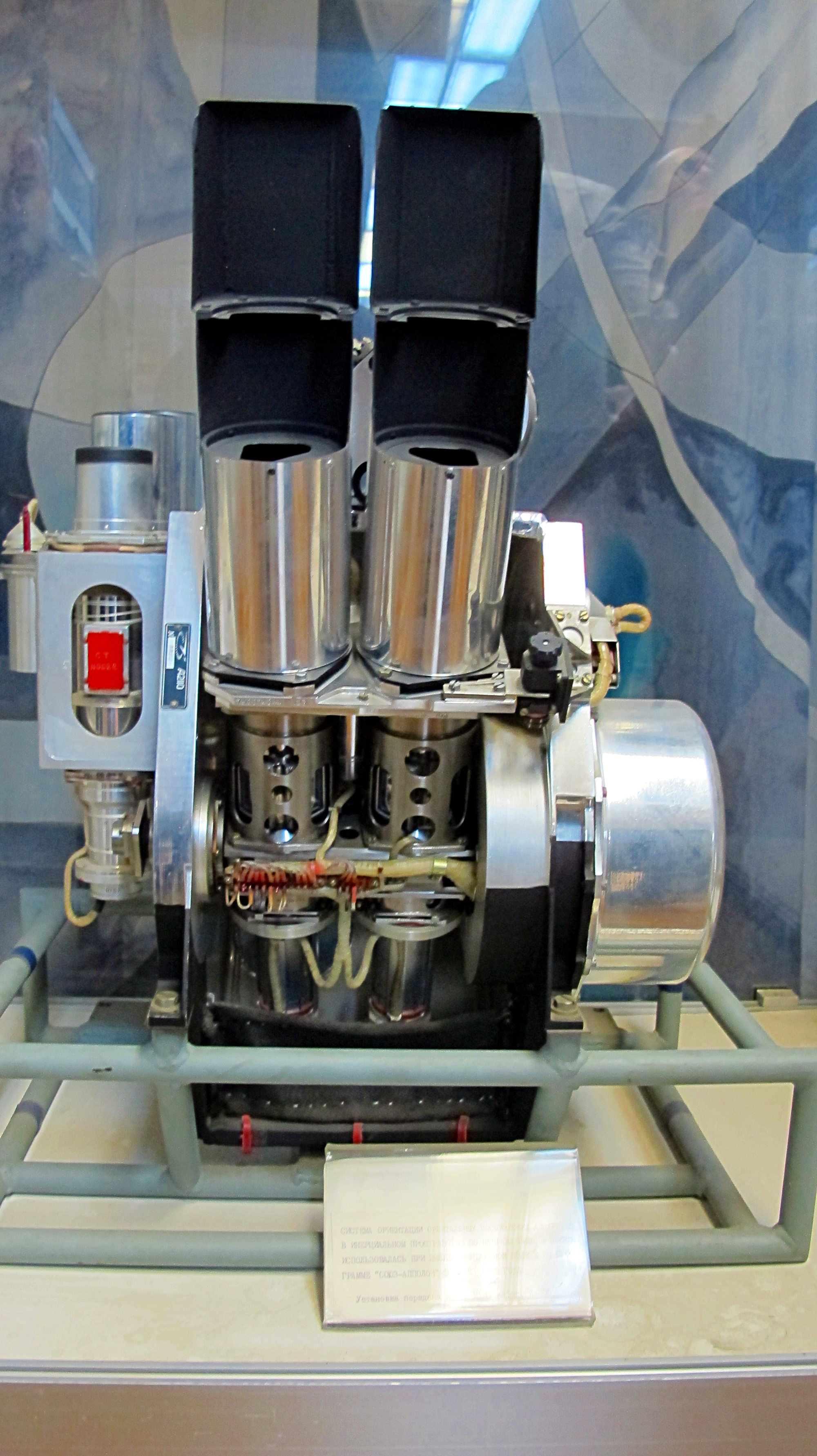

## Фильмы
- «Союз-Аполлон. Сила притяжения», режиссёр Андрей Феофанов, 54 мин., 2023, Москва. Гран-при международного кинофестиваля о космосе  «Циолковский»[25].